# Julienne (Charente)
Julienne é uma comuna francesa na região administrativa da Nova Aquitânia, no departamento de Charente. Estende-se por uma área de 6,30 km². Em 2010 a comuna tinha 516 habitantes (densidade: 81,9 hab./km²).